# مانويل بافون
مانويل بافون (بالإسبانية: Manuel Pavón)‏ (27 فبراير 1984 في إسبانيا - ) هو لاعب كرة قدم إسباني في مركز الدفاع. لعب مع بونفيرادينا ونادي غرناطة ونادي لوغو ونومانسيا.

## وصلات خارجية
- مانويل بافون على موقع قاعدة بيانات كرة القدم.إي يو (الإنجليزية)
- مانويل بافون على موقع Soccerway.com (الإنجليزية)
- مانويل بافون على موقع AS.com (الإسبانية)